# Fantastes
Fantastes. Una novela de hadas para hombres y mujeres (en inglés Phantastes: A Faerie Romance for Men and Women) es una novela fantástica escrita por George MacDonald, publicada por primera vez en Londres en 1858. Más tarde fue reimpresa en rústica por Ballantine Books como el volumen XIV de las Ballantine Adult Fantasy series en abril de 1970.
La historia se centra en el personaje de Anodos ("ascenso" en griego) y se inspira en el romanticismo alemán, particularmente en Novalis. La historia trata de un joven que es arrastrado a un mundo onírico y allí lucha por su ideal de belleza femenina, encarnada por la "Dama de mármol". Anodos vive muchas aventuras y tentaciones mientras se halla en el otro mundo, hasta que finalmente está dispuesto a renunciar a sus ideales.
La edición publicada en 1905 fue ilustrada por el pintor prerrafaelita Arthur Hughes.
C. S. Lewis escribió, en relación con su primera lectura de Phantastes a los dieciséis años de edad: "Esa noche mi imaginación fue, en cierto sentido, bautizada; el resto de mí, como es natural, llevó más tiempo. Yo no tenía la menor idea de lo que había dejado entrar por la adquisición de Phantastes".

## Sinopsis

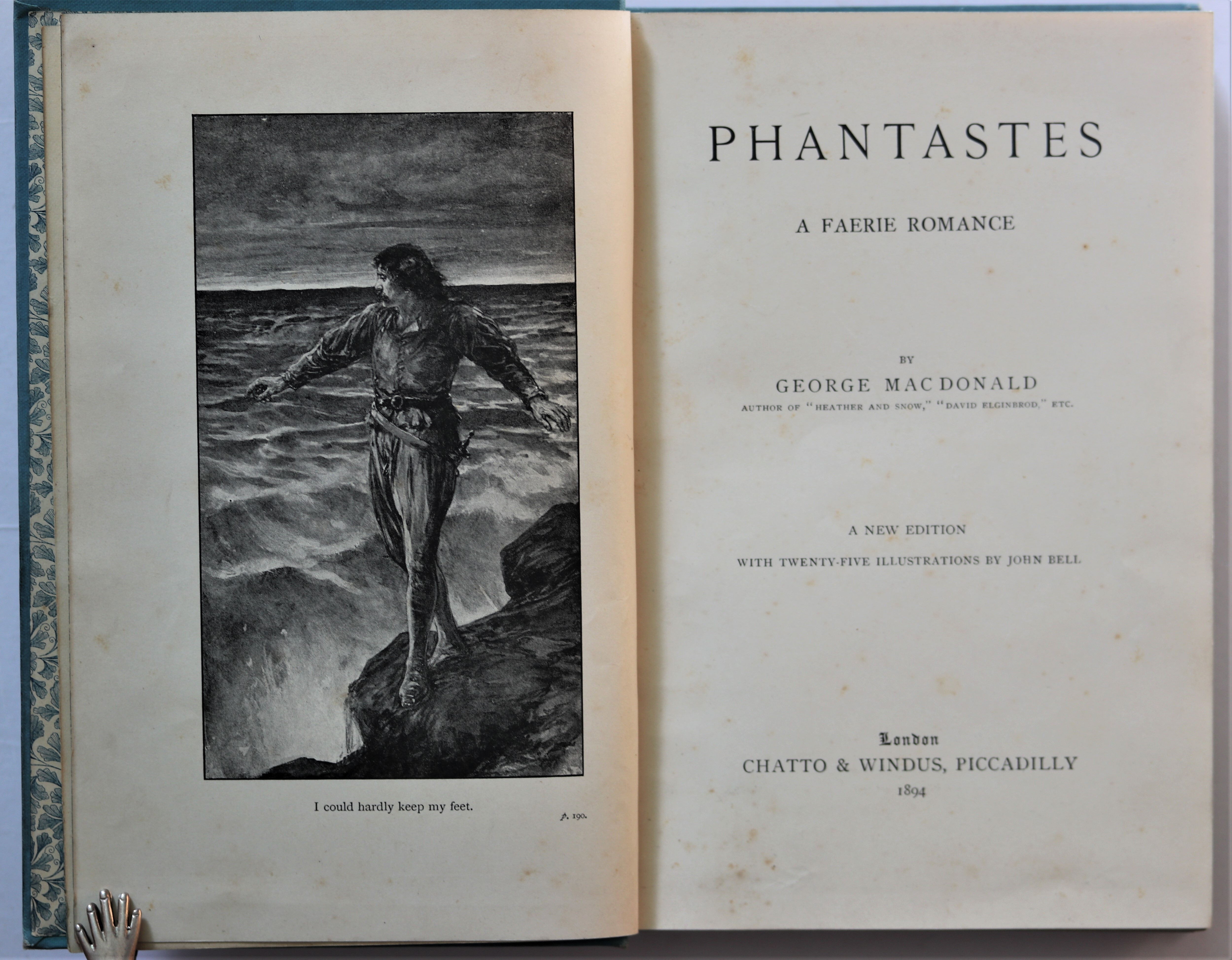
Frontispicio y página de título, ilustrados por John Bell.

Fantastes comienza una mañana en la que su protagonista, Anodos, despierta y ve que su habitación se ha transformado. Una puerta se ha abierto en la pared y conduce a un mundo feérico en el que entabla relación con todo tipo de seres -gigantes, brujas, árboles que hablan, dragones, caballeros andantes-, de los cuales su mayor enemigo es su propia y omnipresente Sombra. Estamos ante un  Bildungsroman, o historia de desarrollo y transformación personal, cuyo protagonista ha de atravesar un paisaje misterioso que simboliza el paso de su propia alma por el país de la Muerte. Escrita en 1858, Fantastes es una de las más importantes novelas de fantasía de todos los tiempos.

## Edición en castellano
- MacDonald, George (2014, 2025 2ª edición). Fantastes. Una novela de hadas para hombres y mujeres. Prólogo C. S. Lewis. Traducción Juan José Llanos. Cartoné. Colección Imaginatio vera. Vilaür: Ediciones Atalanta. ISBN 978-84-942276-4-6.
- – (1989). Fantasías. Rústica. Madrid: Miraguano Ediciones. ISBN 978-84-7813-043-6.